# 510 p.n.e.
| [ Edytuj tabelę ] |                                                                                      |
| Tyran Aten        | - 527 p.n.e. Hippiasz 510 p.n.e.                                                     |
| Władca Chin       | - 520 p.n.e. Jingwang 476 p.n.e.                                                     |
| Król Kartaginy    | - 530 p.n.e. Hazdrubal Magonida 510 p.n.e. - 510 p.n.e. Hamilkar Magonida 480 p.n.e. |
| Król Macedonii    | - 547 p.n.e. Amyntas I 498 p.n.e.                                                    |
| Władca Persji     | - 522 p.n.e. Dariusz Wielki 486 p.n.e.                                               |
| Król Rzymu        | - 534 p.n.e. Tarkwiniusz II 509 p.n.e.                                               |
| Król Sparty       | - 520 p.n.e. Kleomenes I 490 p.n.e. - 515 p.n.e. Demaratos 491 p.n.e.                |
| Król Syngalezów   | - 543 p.n.e. Widźaja 505 p.n.e.                                                      |

Rok 510 p.n.e.
stulecia: VII wiek p.n.e. ~
VI wiek p.n.e. ~
V wiek p.n.e.

lata: 520 p.n.e. «
514 p.n.e. «
513 p.n.e. «
512 p.n.e. «
511 p.n.e. «
510 p.n.e. »
509 p.n.e. »
508 p.n.e. »
507 p.n.e. »
506 p.n.e. »
500 p.n.e.

## Wydarzenia
- pierwszy traktat między Rzymem a Kartaginą
- obalenie rzymskiego króla Tarkwiniusza Pysznego (data tradycyjna)
- koniec tyranii Pizystratydów w Atenach
- Król Macedonii Amyntas I podporządkowuje się królowi Perskiemu.

## Urodzili się
- Kimon, polityk i wódz ateński (zm. 449 p.n.e.).
- Hippodamos z Miletu, urbanista, matematyk i sofista grecki (data sporna lub przybliżona) (zm. po 443 p.n.e.).